# 2018年平昌オリンピックのノルウェー選手団
2018年平昌オリンピックのノルウェー選手団（2018ねんピョンチャンオリンピックのノルウェーせんしゅだん）は、2018年2月9日から23日まで大韓民国江原道平昌で開催された2018年平昌オリンピックのノルウェー選手団、およびその競技結果。

## メダル
| メダル | 選手名 | 競技                   | 種目                    |
| ------ | --- | ---------------------- | ----------------------- |
| 金     | シーメン・ヘグスタッド・クルーゲル | クロスカントリースキー | 男子30kmスキーアスロン  |
| 金     | マーレン・ルンビ | スキージャンプ         | 女子ノーマルヒル        |
| 金     | ヨハネス・ヘスフロト・クレボ | クロスカントリースキー | 男子個人スプリント      |
| 金     | アクセル・ルンド・スヴィンダル | アルペンスキー         | 男子滑降                |
| 金     | ラグンヒル・ハガ | クロスカントリースキー | 女子10kmフリー          |
| 金     | ヨハンネス・ティングネス・ベー | バイアスロン           | 男子20km個人            |
| 金     | イングビル・フリューグスター・エストベリ アストリド・ウーレンホルト・ヤコブセン ラグンヒル・ハガ マリット・ビョルゲン                                                     | クロスカントリースキー | 女子4×5kmリレー         |
| 金     | オーステン・ブラーテン | フリースタイルスキー   | 男子スロープスタイル    |
| 金     | ディドリク・トンセト マルティン・ヨンスル・スンビ シーメン・ヘグスタッド・クルーゲル ヨハネス・ヘスフロト・クレボ                                                         | クロスカントリースキー | 男子4×10kmリレー        |
| 金     | ホーバル・ホルメフィユール・ロレンセン | スピードスケート       | 男子500m                |
| 金     | ダニエル＝アンドレ・タンデ アンドレアス・スティエルネン ヨハン・アンドレ・フォアファング ロベルト・ヨハンソン                                                             | スキージャンプ         | 男子団体ラージヒル      |
| 金     | マルティン・ヨンスル・スンビ ヨハネス・ヘスフロト・クレボ | クロスカントリースキー | 男子団体スプリント      |
| 金     | ホーバルト・ベッコ シーメン・シュピーラー・ニルセン スベレ・ルンデ・ペデルセン シンドレ・ヘンリクセン                                                                     | スピードスケート       | 男子団体パシュート      |
| 金     | マリット・ビョルゲン | クロスカントリースキー | 女子30kmクラシカル      |
| 銀     | マリット・ビョルゲン | クロスカントリースキー | 女子15kmスキーアスロン  |
| 銀     | マルテ・オルスブ | バイアスロン           | 女子7.5kmスプリント     |
| 銀     | ヨハン・アンドレ・フォアファング | スキージャンプ         | 男子個人ノーマルヒル    |
| 銀     | マルティン・ヨンスル・スンビ | クロスカントリースキー | 男子30kmスキーアスロン  |
| 銀     | マイケン・カスペルセン・ファラ | クロスカントリースキー | 女子個人スプリント      |
| 銀     | ラグンヒル・モヴィンケル | アルペンスキー         | 女子大回転              |
| 銀     | チェーティル・ヤンスルード | アルペンスキー         | 男子滑降                |
| 銀     | シーメン・ヘグスタッド・クルーゲル | クロスカントリースキー | 男子15kmフリー          |
| 銀     | ヘンリック・クリストファーセン | アルペンスキー         | 男子大回転              |
| 銀     | マルテ・オルスブ ティリル・エックホフ ヨハンネス・ティングネス・ベー エミル・ヘグル・スベンセン                                                                           | バイアスロン           | 混合2×6km/2×7.5kmリレー |
| 銀     | ラグンヒル・モヴィンケル | アルペンスキー         | 女子滑降                |
| 銀     | ヤン・シュミット エスペン・アンデシェン ヤール・マグヌス・リーバー ヨルゲン・グラーバク                                                                                   | ノルディック複合       | 女子4×6kmリレー         |
| 銀     | ラシュ・ヘルゲ・ビルケラン タリヤイ・ベー ヨハンネス・ティングネス・ベー エミル・ヘグル・スベンセン                                                                       | バイアスロン           | 男子4×7.5kmリレー       |
| 銀     | ホーバル・ホルメフィユール・ロレンセン | スピードスケート       | 男子1000m               |
| 銅     | ロバート・ヨハンソン | スキージャンプ         | 男子個人ノーマルヒル    |
| 銅     | ハンス・クリステル・ホルン | クロスカントリースキー | 男子30kmスキーアスロン  |
| 銅     | スベレ・ルンデ・ペデルセン | スピードスケート       | 男子5000m               |
| 銅     | マリット・ビョルゲン | クロスカントリースキー | 女子10kmフリー          |
| 銅     | チェーティル・ヤンスルード | アルペンスキー         | 男子スーパー大回転      |
| 銅     | ティリル・エックホフ | バイアスロン           | 女子12.5kmマススタート  |
| 銅     | ロベルト・ヨハンソン | スキージャンプ         | 男子個人ラージヒル      |
| 銅     | エミル・ヘグル・スベンセン | バイアスロン           | 男子15kmマススタート    |
| 銅     | マリット・ビョルゲン マイケン・カスペルセン・ファラ | クロスカントリースキー | 女子団体スプリント      |
| 銅     | クリスティン・スカスリエン マグヌス・ネドレゴッテン | カーリング             | ミックスダブルス        |
| 銅     | セバスチャン・フォス＝ソレバーグ ニナ・ハベル＝レセト レイフ・クリスティアン・ネストボル＝ホーゲン クリスティン・リスダール ヨナタン・ノールボッテン マーレン・スキョルド | アルペンスキー         | 団体                    |

## アイスホッケー
- 男子

## カーリング
- 男子
- 混合